# (9100) Tomohisa
(9100) Tomohisa – planetoida z pasa głównego asteroid okrążająca Słońce w ciągu 3,75 lat w średniej odległości 2,41 au. Odkrył ją Takao Kobayashi 2 grudnia 1996 roku w Ōizumi. Nazwa planetoidy pochodzi od Tomohisy Ohno (ur. 1948), japońskiego astronoma amatora.